# Aegus naomii
Aegus naomii es una especie de coleóptero de la familia Lucanidae.

## Distribución geográfica
Habita en Borneo.